# Roberto Sánchez García de la Huerta
Roberto Sánchez García de la Huerta (Santiago, 18 de noviembre de 1879-id, 23 de agosto de 1947) fue un abogado, político chileno. Fue designado como ministro y resultó elegido como senador y diputado.

## Biografía
Estudió en el Colegio San Ignacio de Santiago. Sus estudios superiores los realizó en la Universidad de Chile, jurando como abogado el 22 de diciembre de 1902. Se casó Ignacia Zañartu, tras lo que enviudó, contrayendo segundas nupcias con Ana Sánchez Errázuriz.

## Vida política
Fue elegido tres veces como diputado:
- 1906-1909: La Serena, Elqui y Coquimbo.
- 1911-1912: Itata.
- 1918-1924: Ovalle, Combarbalá e Illapel.

También fue elegido como senador por Santiago en los años 1924, y luego por dos períodos consecutivos entre 1926 y 1932.
Designado como ministro de Hacienda bajo el gobierno de Ramón Barros Luco, ocupó la cartera por un espacio de seis meses. En 1916 fue nombrado como Ministro de Justicia e Instrucción Pública en el gobierno de Juan Luis Sanfuentes durante cinco meses de 1916, y en 1922 nuevamente ocupó la cartera por un breve espacio de tiempo. En 1922 fue designado como Ministro de Guerra y Marina y por último en 1924 ocupó el cargo de Ministro de Relaciones Exteriores, Culto y Colonización.